# Waleryj Siwucha
Waleryj Iwanawicz Siwucha (biał. Валерый Іванавіч Сівуха, ros. Валерий Иванович Сивуха, Walerij Iwanowicz Siwucha; ur. 23 lutego 1957 w Tiumeni) – białoruski inżynier, działacz społeczny i obrońca praw człowieka, kandydat nauk fizyczno-matematycznych (odpowiednik polskiego stopnia doktora).

## Życiorys
Urodził się 23 lutego 1957 roku w mieście Tiumeń, w Rosyjskiej FSRR, ZSRR. W 1979 roku ukończył studia na Wydziale Radiofizyki i Elektroniki Białoruskiego Uniwersytetu Państwowego. W 1991 roku uzyskał stopień kandydata nauk fizyczno-matematycznych (odpowiednik polskiego stopnia doktora). Temat jego dysertacji kandydackiej brzmiał: Optoelektroniczne analogowo-cyfrowe przetworniki informacji. W 1996 roku ukończył Letnią Szkołę Praw Człowieka w Warszawie. W okresie od stycznia do kwietnia 1999 roku odbył staż w Centrum Badania Demokracji i Bezpieczeństwa im. J. G. Marshalla w Garmisch-Partenkirchen.
W latach 1979–1980 pracował jako inżynier w Naukowo-Badawczym Instytucie Środków Automatyzacji w Mińsku. W 1983 roku był inżynierem w Zakładach „Elektrodwigatiel” w Mohylewie. W latach 1983–1986 pracował w mohylewskiej filii Leningradzkiego Zjednoczenia Naukowo-Produkcyjnego „Wiektor”. W latach 1986–1992 był inżynierem, pracownikiem naukowym w mohylewskim oddziale Instytutu Fizyki Akademii Nauk Białoruskiej SRR. W latach 1992–1994 pracował jako inżynier kierownik zespołu ds. kontaktów gospodarczych z zagranicą w Przedsiębiorstwie Przemysłowo-Handlowym „Wiasnianka” w Mohylewie. W latach 1994–1995 pełnił funkcję zastępcy dyrektora ds. kontaktów gospodarczych z zagranicą w firmie naukowo-produkcyjno-handlowej „Eurostandart” w Mohylewie.
Od 1993 roku był przewodniczącym mohylewskiej organizacji obwodowej Zjednoczonej Partii Demokratycznej Białorusi. Od 1996 pracował jako przedstawiciel Białoruskiego Komitetu Helsińskiego (BKH) w obwodzie mohylewskim. Od listopada 1997 roku pełnił funkcję przewodniczącego Mohylewskiego Oddziału Regionalnego BKH. W 1996 roku założył w Mohylewie naukowo-oświatową i charytatywną organizację „Inicjatywa Humanitarna”. W 1997 roku był jej przewodniczącym.

## Działalność wydawnicza
W styczniu 1999 roku Waleryj Siwucha przygotował i wydał Białą księgę łamania praw obywatelskich w Mohylewie w okresie od kwietnia 1996 r. do czerwca 1998 r., w której omówiono ponad 200 dokumentów dotyczących pogwałcenia praw obywatelskich w Mohylewie i obwodzie mohylewskim.

## Życie prywatne
Waleryj Siwucha jest żonaty, ma dwoje dzieci.